# Magnus von Bromell

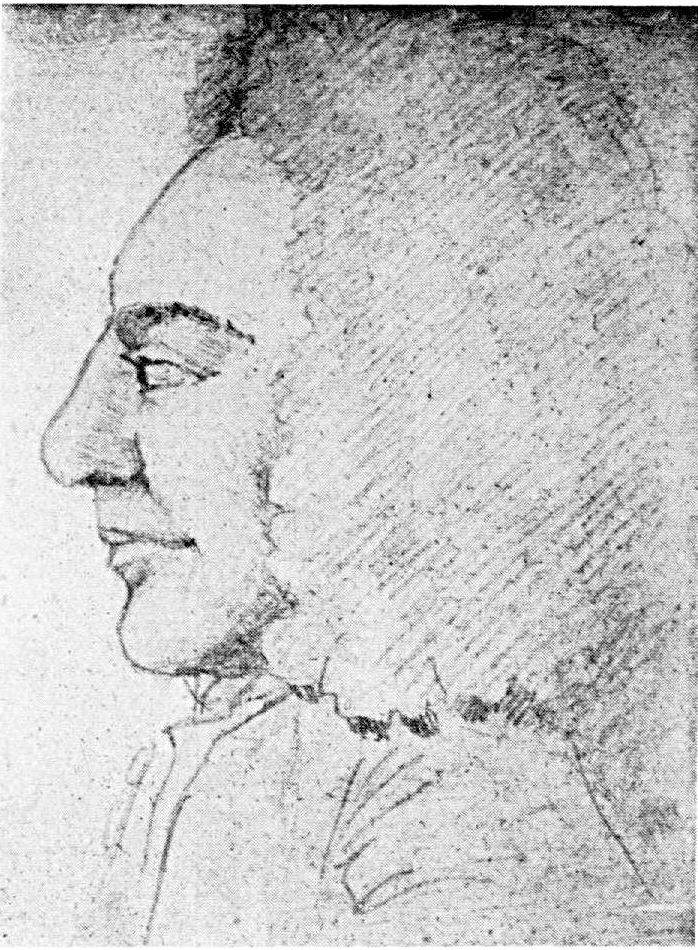
Magnus von Bromell

Magnus von Bromell (* 26. März 1679 in Stockholm; † 26. März 1731 daselbst) war ein schwedischer Arzt und Mineraloge.

## Leben
Geboren als Magnus Bromelius und Sohn des schwedischen Botanikers und Arztes Olaf Bromel (auch Olof Ole Bromell, 1639–1705), studierte er zwischen 1697 und 1704 Medizin, Anatomie, Chemie und Botanik in Holland, England und Frankreich. Anschließend kehrte nach Schweden zurück und folgte einem Ruf als Professor an das Collegium medicum in Stockholm. 1724 wurde er zu dessen Direktor gewählt. Zwischenzeitlich berief man Bromell in seiner Eigenschaft als ausgebildeter Chemiker und Mineraloge auch als Beisitzer ins schwedische Bergamt. Als Urban Hjärne vier Jahre später starb, ernannte man Bromell zu seinem Nachfolger und Direktor des chemischen Labors.
Zusammen mit seinem Vater legte er eine umfangreiche naturgeschichtliche und numismatische Sammlung an. Ein Teil davon wurde ins Schloss Skånelaholm bei Sigtuna übernommen. Die numismatische Sammlung dagegen erwarb die schwedische Königin Ulrique Éléonore (1688–1741).

## Werke
Besonders erwähnenswert unter seinen wissenschaftlichen Arbeiten ist die „Lithographiæ Suecanæ Specimen Secundum“ von 1727, das sich als eines der ersten naturwissenschaftlichen Werke ausschließlich den schwedischen Fossil- und Mineralfunden widmet. In einer geologischen Abhandlung schlägt er eine Klassifizierung der Minerale gemäß ihrer chemischen Zusammensetzung vor.

## Ehrungen
- 1726 wurde Magnus geadelt und wählte den Familiennamen von Bromell.
- Ein 1925 neu entdecktes Mineral wurde nach ihm Bromellit genannt.